# Rappresentatione di Anima, et di Corpo
La Rappresentatione di Anima, et di Corpo è un dramma in tre atti "posto in musica per recitar cantando" composto da Emilio de' Cavalieri su libretto di Agostino Manni. I suoi allestimenti andarono in scena nel febbraio del 1600 presso l'oratorio di Santa Maria in Vallicella a Roma.